# DJK Wurtzbourg
La Deutsche Jugendkraft Wurtzbourg eingetragener Verein est un club sportif de Wurtzbourg. Le club appartient au mouvement d'association sportive Deutsche Jugendkraft, proche de l'Église catholique. Le club est connu pour sa section de basket-ball, devenue professionnelle et indépendante, le s.Oliver Wurtzbourg.

## Histoire
La DJK est fondée le 16 septembre 1920 à Wurtzbourg. En raison du siège de l'organisation faîtière, plusieurs clubs sportifs associés sont fondés à Würzburg au cours des prochaines années. Cependant, les différents départements sont affiliés à d'autres associations catholiques. Les clubs sont interdits pendant le Troisième Reich. Après la Seconde Guerre mondiale, l'ensemble de l'association DJK Würzburg e.V. est fondée à partir des différentes sections de Wurtzbourg. Aujourd'hui, les membres d'autres confessions peuvent désormais également devenir membres.
La première équipe féminine de handball joue de 1976 à 1985, 1987-88 et de 1993 à 1995 en Frauen-Handball-Bundesliga et est en 1982 vice-championne de la saison sud et en 1983 championne de la saison sud, demi-finaliste des barrages, mais ne réussit pas à atteindre la finale les deux fois.
La section de basket-ball de la DJK Würzburg e.V. acquiert une renommée particulière. Dans les années 1990, les équipes féminines et masculines sont représentées en Bundesliga. L' équipe féminine joue en 1. et 2. Bundesliga pendant de nombreuses années et devient championne d'Allemagne en 1993. L'équipe masculine est relégué de l'élite en 1989 puis la retrouve en 1998 grâce à Dirk Nowitzki. En 2001, le DJK Würzburg établit l'équipe masculine professionnelle en une GmbH distincte, qui s'appelle désormais Wurtzbourg Baskets.

## Sportifs
Basket-ball
- Demond Greene
- Robert Garrett
- Dirk Nowitzki
- Björn Gieseck
- Denis Wucherer
- Jochen Dittrich

Handball
- Anni Placht

Athlétisme
- Peter Bernreuther
- Otmar Issing

## Source
- (de) Cet article est partiellement ou en totalité issu de l’article de Wikipédia en allemand intitulé « DJK Würzburg » (voir la liste des auteurs).